# Souterrain von Cos Ceumach
Das Souterrain von Cos Ceumach liegt im Tal des Kintradwell Burn, bei Kintradwell in Sutherland in Schottland. Bei Souterrains wird zwischen „rock-cut“, „earth-cut“, „stone built“ und „mixed“ (meist eine Kombination aus „rock cut“, „stone built“ oder „stone built“ und „wooden“) Souterrains unterschieden. Die Ausdrücke: „Coshgeavag“, „Cosh-ceavaig“ oder „Cos-camhaig“ können mit „die Höhle der kleinen Höhlen“ übersetzt werden.
Das „stone built“ Souterrain von Cos Ceumach wurde 1864 von James Young Simpson (1811–1870) untersucht. Heute sind nur der Zugang und die vorderen 2,0 m zu sehen. Die Kammern sind unzugänglich. Vertiefungen unmittelbar hinter dem Zugang und etwa 10,0 m nordwestlich weisen auf die Position einer abgesackten Kammer und eines zweiten Zugangs hin.
Möglicherweise zeitgemäße, vage, mit Rasen bedeckte Fundamente einer rechteckigen Struktur von etwa 8,0 × 6,0 m befinden sich über dem Souterrain.
1909 war nur die Endkammer zugänglich. Sie war etwa 1,5 m hoch, 1,2 m breit und 3,0 m lang. Der entfernte Zugang öffnete sich am steilen Ufer des Baches. Er bestand aus Trockenmauerwerk. Dahinter befanden sich zwei Kammern, die durch eine 0,6 m hohe Wand getrennt waren. Runen waren auf einen Stein geschnitten, der nach Kintradwell verbracht wurde. Die innere Kammer, die mit Abfall gefüllt war, endete an sieben Stufen, die nach oben führten.
In der Nähe liegt der Broch von Cinn Trolla.